# Derbul
Derbul je řeka na severu Čínské lidové republiky v autonomní oblasti Vnitřní Mongolsko. Je přibližně 200 km dlouhá. Povodí má rozlohu 5770 km².

## Průběh toku
Pramení v západních výběžcích Velkého Chinganu. Protéká převážně horskou krajinou, pouze na dolním toku teče přes širokou bažinatou rovinu. Ústí zprava do řeky Arguň (povodí Amuru).

## Vodní režim
Vyšších vodních stavů dosahuje v létě.

## Využití
Využívá se k plavení dřeva.